# 賈居貞
賈 居貞（か きょてい、1218年 - 1280年）は、モンゴル帝国（大元ウルス）に仕えた漢人の一人。字は仲明。真定府獲鹿県の出身。

## 概要
賈居貞は15歳の時に金朝の首都であった開封が陥落した（開封攻囲戦）ため、母とともに東平に移住し行台に仕えた。この頃、モンゴル支配下の華北では法制が未整備であったため、人々は賄賂をやり取りするのが常態であったが、賈居貞は金50両の賄賂を断ったことで清廉な人物として知られたという。モンゴル帝国第2代皇帝オゴデイはこの話を聞いて賈居貞に白金100両を下賜し、また皇族の一人であったクビライが賈居貞を召し抱えた。
第4代皇帝モンケの急死によってクビライが即位すると、賈居貞は中書左右司郎中の地位を授けられた。この時、クビライの弟のアリクブケもカラコルムにて即位を宣言して両者の間に内戦が勃発した（帝位継承戦争）ため、賈居貞はクビライのモンゴル高原遠征に従軍した。遠征中に賈居貞は史天沢とともにクビライに『資治通鑑』を講釈し、軍中にあっても書物を持たないことはなかったという。ある日、クビライが賈居貞の俸給を尋ねたところ少なかったため、クビライはこれを増やそうとしたが、賈居貞は辞退したとされる。その後、劉秉忠が上奏して賈居貞を参知政事としようとしたが、やはり賈居貞は辞退したという。
1264年（至元元年）には参議中書省事に任命され、左丞の姚枢とともに河東山西に赴任した。1268年（至元5年）には中書郎中となったが、この頃権勢を極めていたアフマド・ファナーカティーと対立し、給事中となって史天沢とともに国史の編纂に携わった。
1274年（至元11年）にバヤンを総司令とする南宋領への侵攻が始まると、賈居貞も宣撫使として江南方面に派遣された。まず長江中流域を抑えたバヤンはエリク・カヤを残して首都の臨安に向かって東下したが、この頃賈居貞はモンゴルに投降した流民の統治がなおざりとなって危うい状態にあることを報告している。1275年（至元12年）春にエリク・カヤが江陵を奪取すると、賈居貞は行省として鄂州に残留した。賈居貞は先の報告に基づき、備蓄食料を配ることで流民の生活を安定させ、また戦火によって身動きの取れなくなった商人たちに給引を渡し帰郷を許した。これらの施策によってモンゴル軍の占領地を安定させることに成功している。
1276年（至元13年）に首都の臨安が陥落したことで事実上南宋は滅亡したが、左丞相の陳宜中らが王族とともに南方に逃れたことによって各地で抵抗が続いた。蘄州の司空山で盗賊が起こると、鄂州属県の傅高なる人物もこれに呼応して兵を挙げた。これを受けて、賈居貞は説得と官軍による威圧を組み合わせてこれを平定した。
1277年（至元14年）には湖北宣慰使の地位を授けられたが、賈居貞の任命後モンゴルの将による横暴な振る舞いがやんだため、土地の民は賈居貞の像を作って祀るほど感謝したという。また、1278年（至元15年）には江西行省参知政事に移ったが、赴任の際に賈居貞の名声を知っていた民は争ってこれを迎えたされる。
1280年（至元17年）に日本再遠征論（弘安の役）が朝廷で起こると、いたずらに民を苦しめ乱を招くものであるとして上奏せんとしたが、朝廷に出仕する前に63歳にして亡くなった。息子に賈鈞がおり、大元ウルスに仕えて参知政事に至っている。